# Čchü-čou
Čchü-čou (čínsky pchin-jinem Qúzhōu, znaky 衢州) je městská prefektura v Čínské lidové republice, kde patří k provincii Če-ťiang.
Celá prefektura má rozlohu 8 846 čtverečních kilometrů a roku 2020 zde žilo zhruba dva a čtvrt milionu obyvatel. V naprosté většině (přes 99 %) se jedná o Chany, nejvýznamnější menšinou jsou Šeové (0,73 %). Další menšiny, Chuejové, Čuangové, Mandžuové a Hmongové, tvoří dohromady méně než 0,1 % obyvatelstva.

## Poloha
Čchü-čou leží na východním okraji provincie Če-ťiang na horním toku Čchien-tchang. Hraničí na severu s Chang-čou, na východě s Ťin-chua, na jihovýchodě s Li-šuej, na jihu provincií Fu-ťien, na jihozápadě s provincií Ťiang-si a na severozápadě s provincií An-chuej.

## Administrativní členění
Městská prefektura Čchü-čou se člení na šest celků okresní úrovně, a sice dva městské obvody, jeden městský okres a tři okresy.
| Kche-čcheng Čchü-ťiang okres · Čchang-šan okres · Kchaj-chua okres · Lung-jou městský okres · Ťiang-šan |        |                       |                       |                    |                                  |
| Název                                                                                                   | Název  | Počet obyvatel (2010) | Počet obyvatel (2020) | Rozloha km² (2020) | Hustota zalidnění (obyv. na km²) |
| český přepis                                                                                            | znaky  | Počet obyvatel (2010) | Počet obyvatel (2020) | Rozloha km² (2020) | Hustota zalidnění (obyv. na km²) |
| Městské obvody                                                                                          |        |                       |                       |                    |                                  |
| Kche-čcheng                                                                                             | 柯城区 | 464 527               | 528 847               | 607                | 871                              |
| Čchü-ťiang                                                                                              | 衢江区 | 341 436               | 373 920               | 1 747              | 214                              |
| Městský okres                                                                                           |        |                       |                       |                    |                                  |
| Ťiang-šan                                                                                               | 江山市 | 467 862               | 494 412               | 2 020              | 245                              |
| Okresy                                                                                                  |        |                       |                       |                    |                                  |
| Čchang-šan                                                                                              | 常山县 | 241 368               | 259 966               | 1 097              | 237                              |
| Kchaj-chua                                                                                              | 开化县 | 245 088               | 258 810               | 2 232              | 116                              |
| Lung-jou                                                                                                | 龙游县 | 362 380               | 360 229               | 1 143              | 315                              |
| |        |                       |                       |                    |                                  |
| Celkem                                                                                                  | Celkem | 2 122 661             | 2 276 184             | 8 846              | 257                              |